# 機械哥吉拉的逆襲
《機械哥吉拉的逆襲》（日文原名：メカゴジラの逆襲）是1975年上映的日本電影，哥吉拉系列電影的第15集，也是1974年《哥吉拉對機械哥吉拉》的續集。
本片的劇情和以往不同，比較灰暗、悲傷，在影迷間的評價不低，但戲院上映時的觀眾人數僅約97萬人，相當第一集《哥吉拉》的十分之一，於是電影公司決定暫時中止拍攝後續作品，從第一集到本片為止共15部作品因為在昭和年代拍攝，通稱為「昭和系列」，直到1984年才以《哥吉拉》開拍全新系列，期間相隔了9年。

## 劇情概要
黑洞第三行星的外星人重新打造了被哥吉拉打敗的機械哥吉拉，並且對其進行改良，同時拉攏了一位天才科學家真船信三博士，真船博士因為發現了恐龍型怪獸泰坦龍，並且找出了控制泰坦龍的方法，結果卻因此被科學界放逐，在失意之際得到了外星人的幫助，因此真船博士決定幫助外星人佔領地球，控制泰坦龍並與機械哥吉拉一起毀滅人類的世界，面對復仇心切的真船博士與對地球垂涎三尺的外星人，人類和哥吉拉將如何對付這個強大的邪惡軍團？

## 登場怪獸
- 哥吉拉
- 機械哥吉拉
- 泰坦龍

## 演員
- 真船博士：平田昭彥
- 真船桂：藍とも子
- 一之瀨明：佐佐木勝彥
- 村越二郎：內田勝正
- 山本ユリ：麻里とも惠
- 穆加爾隊長：睦五郎
- 副隊長（津田）：伊吹徹
- 若山勇一：六本木真
- 田川：中丸忠雄
- 太田：富田浩太郎
- 草刈：大門正明
- 真船家的老人：澤村いき雄
- 侵略部隊員：鈴木和夫
- 艇長：守田比呂也
- 艇員：鈴木治夫
- 漁夫：小川安三
- 漁夫之妻：東靜子
- 防衛隊司令：佐原健二
- 哥吉拉：河合徹
- 機械哥吉拉II：森一成
- 泰坦龍：二家本辰巳

## 製作人員
- 監製：田中友幸
- 導演：本多豬四郎
- 特技導演：中野昭慶
- 劇本：高山由紀子
- 音樂：伊福部昭